# ¡Alabadle!
¡Alabade! è il nono album del cantante statunitense Marcos Witt. Venne registrato in occasione di un'esibizione pubblica a Città del Messico il 5 agosto 1994.

## Tracce
1. "A Dios el Padre (La Doxologia)" - 5:25
2. "Alabadle" - 7:45
3. "Levántate Senor" - 8:09
4. "Oh! Jesús" - 6:48
5. "Tuya la Gloria Es" - 3:48
6. "Temprano Yo Te Buscaré" - 9:30
7. "Más El Dios de Toda Gracia" - 5:32
8. "Santo, Santo, Santo" - 8:03

In seguito le tracce "Alabadle", "Oh! Jesus" e "Temprano Yo Te Buscare" furono inserite anche nell'album Lo Mejor de Marcos II.